# NGC 5715
NGC 5715 is een open sterrenhoop in het sterrenbeeld Passer. Het hemelobject werd op 8 mei 1826 ontdekt door de Schotse astronoom James Dunlop.

## Synoniemen
- OCL 929
- ESO 176-SC2